# Villa Luganese
Villa Luganese é uma comuna da Suíça, no Cantão Tessino, com cerca de 479 habitantes. Estende-se por uma área de 2,2 km², de densidade populacional de 218 hab/km². Confina com as seguintes comunas: Cadro, Sonvico, Valsolda (IT-CO).
A língua oficial nesta comuna é o Italiano.